# Coronicium proximum
Coronicium proximum är en svampart som först beskrevs av H.S. Jacks., och fick sitt nu gällande namn av Jülich 1975. Coronicium proximum ingår i släktet Coronicium och familjen mattsvampar.   Inga underarter finns listade i Catalogue of Life.